# Jan Keunen
Johannes Ernest Everard (Jan) Keunen (Roermond, 2 oktober 1954) is een Nederlands voormalig oogarts en hoogleraar oogheelkunde. Van 26 oktober 2020 tot en met 12 juni 2023 was hij namens de VVD lid van de Eerste Kamer.

## Opleiding en medische carrière
Keunen studeerde geneeskunde aan de Nijmeegse Radboud Universiteit, nadat hij de HBS-B had doorlopen bij Scholengemeenschap Augustinianum in Eindhoven (1967–72). Nadat hij in 1979 afstudeerde, was hij reservist bij het militair hospitaal Dr. A. Mathijsen in Utrecht. Hij werd vervolgens tussen 1981 en 1985 opgeleid tot oogarts bij het Ooglijdersgasthuis in Utrecht. Hij promoveerde in 1988 aan de Universiteit Utrecht bij prof. dr. Dick van Norren op het deelgebied medische retina. Keunen bleef na zijn opleiding werken als oogarts bij het Ooglijdersgasthuis en stapte over naar het F.C. Donders Instituut voor Oogheelkunde van het Academisch Ziekenhuis Utrecht, toen het Ooglijdersgasthuis daar in 1989 onderdeel van werd. In de periode 1990/91 had hij een beurs van het Fulbright-programma bij het Visual Sciences Center aan de Universiteit van Chicago.
Tussen 1995 en begin 2005 was hij hoogleraar aan het Leids Universitair Medisch Centrum met als specialisatie ophthalmo-oncologie en was afdelingshoofd oogheelkunde. Hij was daarnaast tussen 1995 en 2008 wetenschappelijk secretaris en secretaris van het Nederlands Oogheelkundig Gezelschap (NOG).
Van 2004 tot 2014 was Keunen afdelingshoofd oogheelkunde, professor en opleider aan het Radboudumc in Nijmegen. Hij deed onderzoek naar netvliesaandoeningen (waaronder maculadegeneratie), oogtumoren en laserchirurgie. Onder zijn leiding werden nieuwe lasertechnieken als de microseconden-laser (2007) en de patroonlaser (2008) in Nijmegen als eerste in Nederland geïntroduceerd. Vanaf 2014 werkte hij als opleider. In 2019 ging Keunen met emeritaat. Hij begeleidde 17 promovendi en schreef 167 peer-reviewed wetenschappelijke publicaties en meer dan 200 vakpublicaties in de media, waaronder opiniestukken in NRC Handelsblad, Trouw en De Volkskrant. Op 4 juni 2021 nam Keunen met een lezing in de Sint-Stevenskerk afscheid van de Radboud Universiteit. Bij deze gelegenheid werd hij gedecoreerd tot Officier in de Orde van Oranje-Nassau.
Van 2014 tot 2020 was Keunen lid van de Gezondheidsraad en sinds 2003 voorzitter van de WHO-werkgroep VISION 2020 Netherlands om vermijdbare blindheid en slechtziendheid te verminderen. Hij zet zich in voor de gevaren van lasers en met name consumentenvuurwerk. Keunen pleit actief voor een vuurwerkverbod en het gebruik van vuurwerkbrillen en komt hiermee regelmatig in de media. In 2014 was hij een van de twee initiatiefnemers van het landelijk Vuurwerkmanifest, dat in 2020 door 670.000 mensen en 1.300 landelijke organisaties is ondertekend.

## Politiek
Hij is sinds 1990 lid van de VVD en binnen die partij sinds 2000 lid van de partijcommissie Volksgezondheid (later: landelijk themanetwerk Gezondheid en Zorg). Daarnaast was hij voorzitter van VVD Nijmegen vanaf 2014 en vervolgens van VVD Rijk van Nijmegen, die ontstond uit een fusie met 7 omliggende gemeenten in 2016. Hij bleef voorzitter tot januari 2019 en is nog steeds vicevoorzitter van het bestuur van VVD Rijk van Nijmegen. Bij de Eerste Kamerverkiezingen 2019 stond hij op plaats veertien op de kandidatenlijst, wat niet voldoende was om gekozen te worden. Op 26 oktober 2020 werd hij alsnog geïnstalleerd als lid van de Eerste Kamer in de vacature die ontstond na het aftreden van Roel Wever in verband met zijn benoeming tot burgemeester. De nummer 13 op de lijst, Avine Fokkens-Kelder, had als lid van Gedeputeerde Staten van Friesland sinds 26 juni 2019 bedankt. Keunen zou tot en met 12 juni 2023 Eerste Kamerlid blijven, nadat hij zich niet opnieuw verkiesbaar had gesteld. Sinds 8 september 2023 is hij algemeen bestuurslid van de VVD Gelderland.

### Commissies
- Commissie voor Binnenlandse Zaken en de Hoge Colleges van Staat / Algemene Zaken en Huis van de Koning
- Commissie voor Immigratie & Asiel / JBZ-Raad
- Commissie voor Koninkrijksrelaties
- Commissie voor Volksgezondheid, Welzijn en Sport[16]

## Privéleven
Keunen is een telg uit het geslacht Keunen en een zoon van de directeur van de Koninklijke Lederfabriek Gebroeders Keunen Rudolf Bernard Keunen (1921-1996) en de verpleegkundige Béatrice Finály (1925-1999). Hij trouwde in 1989  en kreeg twee kinderen. Zijn vrouw overleed in 2014.

## Wetenschappelijke publicaties (selectie)
- (en) Oosterhuis JA, Journée-de Korver HG, Keunen JE (februari 1998). Transpupillary thermotherapy: results in 50 patients with choroidal melanoma. Archives of Ophthalmology 116 (2): 157–162. DOI: 10.1001/archopht.116.2.157.
- (en) Sommerburg O, Keunen JE, Bird AC, van Kuijk FJ (augustus 1998). Fruits and vegetables that are sources for lutein and zeaxanthin: the macular pigment in human eyes. British Journal of Ophthalmology 82 (8): 907–910. DOI: 10.1136/bjo.82.8.907.
- (en) Boon CJ, den Hollander AI, Hoyng CB, Cremers FP, Klevering BJ (maart 2008). The spectrum of retinal dystrophies caused by mutations in the peripherin/RDS gene. Progress in Retinal and Eye Research 27 (2): 213–235. DOI: 10.1016/j.preteyeres.2008.01.002.
- (en) Boon CJ, Klevering BJ, Leroy BP, Hoyng CB, Keunen JE, den Hollander AI (mei 2009). The spectrum of ocular phenotypes caused by mutations in the BEST1 gene. Progress in Retinal and Eye Research 28 (3): 187–205. DOI: 10.1016/j.preteyeres.2009.04.002.

- Library of Congress Control Number: n2011183607
- Parlement.com: vlcvb5ne64zx
- Virtual International Authority File: 290749309
- WorldCat: E39PBJjdbkdcGjGymJQJvMWbh3